# Stipo Papic
Stipo Papic, né le 20 novembre 1978, à Berlin, en Allemagne, est un ancien joueur allemand de basket-ball. Il évolue durant sa carrière aux postes d'ailier fort et de pivot.

## Palmarès
- Coupe d'Allemagne 2002, 2004